# Senza sole
Senza sole (in russo Без солнца?) è un ciclo di canzoni per voce e pianoforte di Modest Petrovič Musorgskij, composto nel 1874 su testi di Arsenij Arkad'evič Goleniščev-Kutuzov.

## Storia della composizione
Intorno alla metà degli anni '70 del XIX secolo, il graduale disgregarsi del cosiddetto Potente mucchietto e altre circostanze personali portarono Musorgskij ad una condizione spirituale molto difficile. In quel periodo si avvicinò al giovane poeta Arsenij Goleniščev-Kutuzov, le cui tendenze romantiche si esprimevano in liriche malinconiche. Musorgskij e Goleniščev-Kutuzov iniziarono a vivere nello stesso appartamento, e poi a collaborare come coautori: ne nacquero i cicli vocali Senza sole e Canti e danze della morte. Musorgskij indirizzò al suo amico la dedica del ciclo Senza sole con le parole: "Al poeta - il compositore".

## Struttura della composizione
Senza sole è composta da sei canzoni.
1. Tra quattro mura (В четырёх стенах) (7 maggio)
2. Tra la folla non mi hai riconosciuto (Меня в толпе ты не узнала) (19 maggio)
3. Il rumoroso giorno di festa è finito (Окончен праздный шумный день) (20 maggio)
4. Noia (Скучай) (2 giugno)
5. Elegia (Элегия) (19 agosto)
6. Sul fiume (Над рекой) (25 agosto)

## Citazioni e rielaborazioni successive
L'opera è presentata e discussa nel film documentario Sans Soleil del regista Chris Marker, dove riceve un'interpretazione elettronica sperimentale da parte del compositore Isao Tomita.